# Okulár

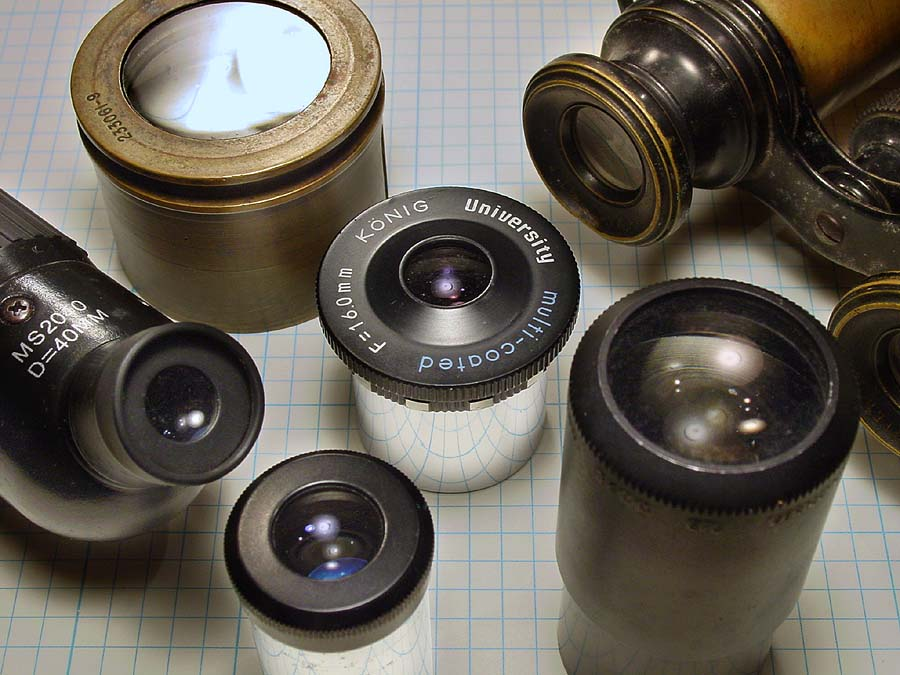
Okulárok

Az okulár vagy szemlencse (az emberi szemlencséről) egy olyan típusú lencserendszer, amely különféle optikai eszközökhöz van csatlakoztatva, mint például a távcső, a teleszkóp vagy a mikroszkóp.

## Alapfogalmak
Az okulár az objektív lencse által létrehozott képet nagyítja fel. A távcsőben az okulárok általában a kívánt nagyítástól függően cserélhetőek.
A modern teleszkópokban okulár helyett CCD érzékelőket (Charge-coupled Device, azaz töltés-csatolt eszköz) használnak, a kép a számítógép képernyőjén jelenik meg.

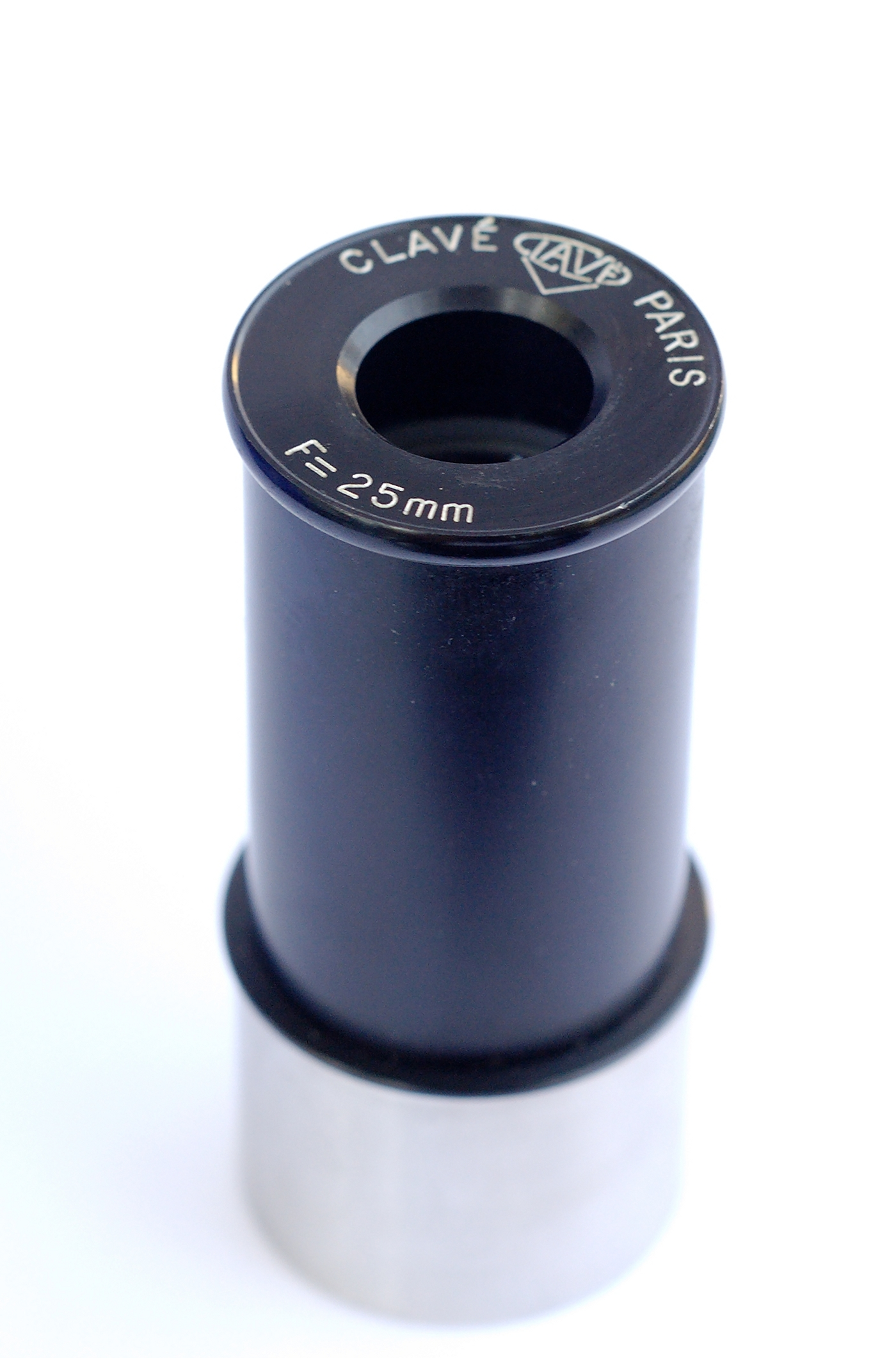
Nagy látómezejű Plössl okulár

### Felbontóképesség
A felbontóképesség az a legkisebb szögtávolság, aminél közelebbi pontok már nem különböztethetők meg egymástól. Az objektív átmérőjének a növelésével a felbontóképesség is nő.
A felbontóképesség képlete:
{\displaystyle \gamma ={\frac {138}{D}}}
ahol D az objektív átmérője milliméterben.

#### Kilépő pupilla
A kilépő pupilla az okulárból a megfigyelő szemébe lépő fénysugár átmérője. A kilépő pupilla könnyen megfigyelhető: a fény felé fordított, karnyújtásnyira lévő okuláral, ahol fényes körként jelenik meg az okulárok előtt. A kilépő pupilla átmérőjét úgy számíthatjuk, hogy a távcső objektívjének átmérőjét elosztjuk a nagyítással:
{\displaystyle K_{p}={\frac {D}{N}}}

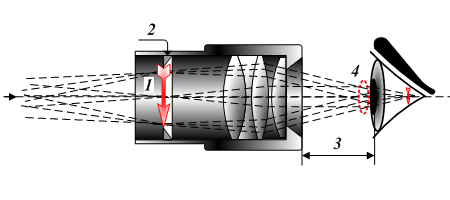
A kilépő pupilla keletkezése egy okulár esetében.
1 Az objektív által leképzett tárgy képe 2 – Mezőrekesz
3 – Szemtávolság 4 – Kilépő pupilla

A kilépő pupilla mérete határozza meg, hogy mennyi fény jut a szembe. Ha nagyobb, mint sötétséghez alkalmazkodott szem pupillája, akkor nem tudjuk kihasználni a távcső teljes fénygyűjtő képességét. Az ideális az, ha a megfigyelő pupillája és a kilépő pupilla átmérője azonos.

#### Látómező
A látómező mérete arról ad felvilágosítást, hogy mekkora terület látható az égből az okulárba tekintve. Kétféle látómező létezik: látszólagos és valódi. A látszólagos látómező az a szög, amely a távcső nélküli okulárba tekintve megfigyelhető. A legtöbb okuláron a gyártók feltüntetik a látszólagos látómező méretét, amely általában 25° (ami nagyon kicsi) és 80° (ez már igen nagy látómező) közötti érték. Az átlagos okulároknak 40-50° a látómezeje, míg egyes különleges felépítésű okulárok látszólagos látómezeje 60° felett van. Ezek már kifejezetten nagy látómezejű okulárok. A valódi látómező értékét nem lehet feltünteti az okuláron, mert távcsőtől függően az értéke más és más lehet. Meghatározására több módszer is van. A legegyszerűbb, ami elég pontos értéket ad, az okulár látszólagos látómezejének értéke és a nagyítás hányadosa.

#### Szemtávolság
A szemtávolság a megfigyelő szemének távolsága a szemlencsétől akkor, amikor a látómező egésze látható. A szemtávolság általában az okulárok fókusztávolságával egyenesen arányos. Sok modern okulártípusnak egységesen hosszú szemtávolsága van a fókusztávolságtól függetlenül, tehát bármilyen nagyításnál állandó.

## Az első okulárok

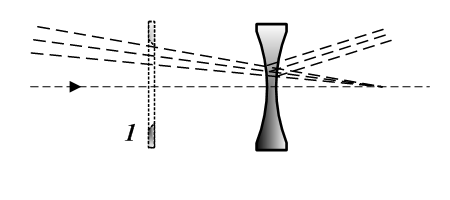
Galilei féle okulár

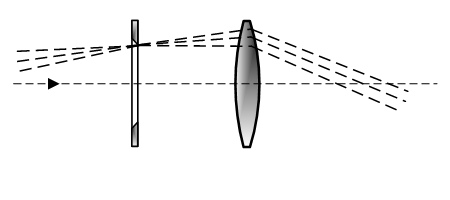
Kepler féle okulár

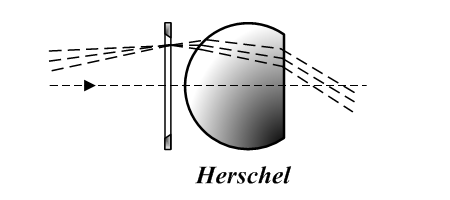
Herschel féle okulár [http://i916.photobucket.com/albums/ad6/tamasflexoptics/optika/ball_lens.png

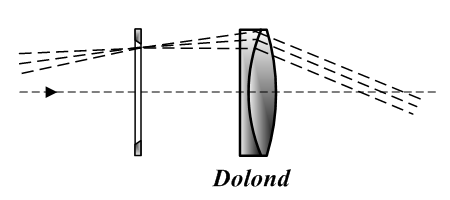
Dolond féle okulár

Történelmi szempontból megemlítendő az okulárok közül a Galilei-  a Kepler- és a Dolond-féle okulárok.

Ezek kombinációiból fejlődtek ki a későbbiekben – kisebb-nagyobb módosítással – az alábbiakban sorra kerülő okulár típusok.

Az egyszerű okulárok közül megemlítést érdemel még a Herschel-féle, amelynek érdekessége, hogy gömb lencséből van kialakítva.

A gömblencséből már nem készítenek okulárt, viszont a gyakorlati életben számos célra alkalmazzák.

## Huygens-okulár

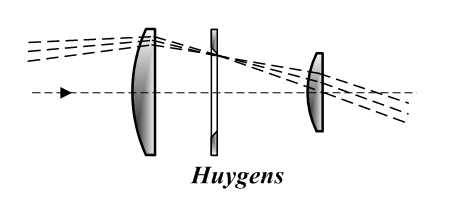
Huygens-okulár

Christiaan Huygens (1629–1695) holland csillagász, matematikus tervezte az 1660-as években. Két sík-domború lencsét tartalmaz, a belső lencse (mezőlencse) a nagyobb átmérőjű, a fókusza a szemlencse fókuszának háromszorosa. Gyenge fényerejű távcsöveknél használható.
- Ha a lencsék üvegből készülnek, az egymástól való távolságuk

{\displaystyle d={\frac {1}{2}}(f_{A}+f_{B}),}
ahol fA és fB a lencsék gyújtótávolságai.

## Földi (terresztrikus) okulár

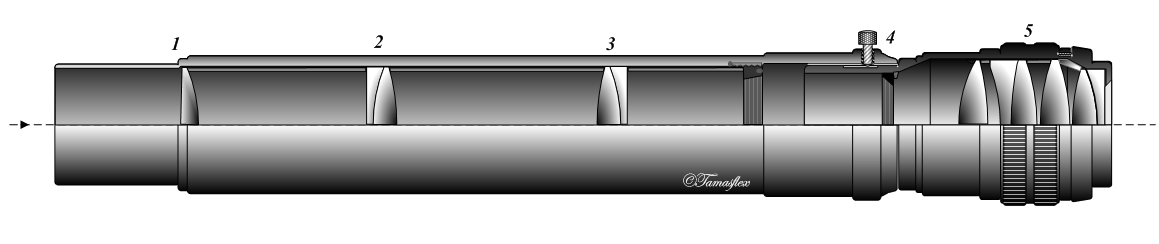
Terresztrikus okulár elvi felépítése

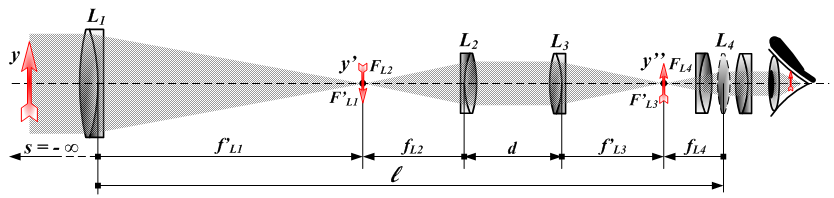
Terresztrikus okulár optikai rajza

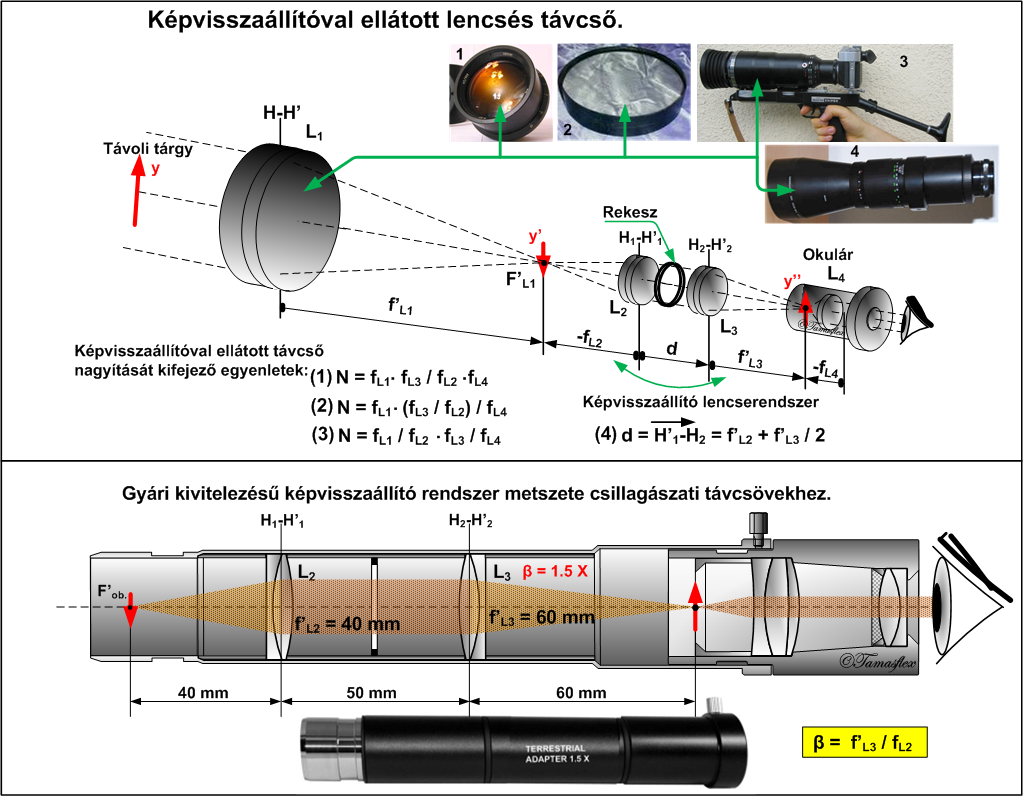
Terresztikus adapter csillagászati távcsövekhez

Két egymással szembe állított Huygens-okulárból áll. Főleg földi távcsövekhez készül, de a csillagászatban is használják.
A rendszer fókusztávolsága:
{\displaystyle f={\frac {{f_{1}}{f_{2}}}{l-f_{1}+f_{2}}},} ahol l a Huygens-okulárok közepétől mért távolság.
A kép megfordításához a f-nek nagyobbnak kell lennie a két okulár eredő gyújtótávolsága összegénél.

## Dollond-okulár
Az első olyan okulárt, amely drasztikusan csökkentette a leképezés kromatikus aberrációját, az egri csillagásztorony két távcsövét is készítő Peter Dollond angol optikus állította össze 1758-ban úgy, hogy a lencsekombinációhoz kétféle, különböző fénytörésű üveget (koronaüveget és flintüveget) használt.

## Ramsden-okulár

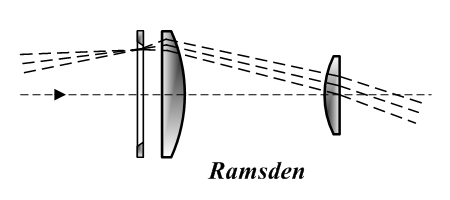
Ramsden-okulár ábrázolása

Jesse Ramsden (1735–1800), a "műszerek nagymestere" tervezte. Két sík-domború lencséjének domború felülete egymás felé néz, ezért távolságuk kisebb (néhány mm). Emiatt nagyobb a szemtávolságuk, mint a Huygens-okuláré, és nem zavaróak a karcok sem. A látómező 30-32°. Ezek az okulárok is egyre kevésbé használatosak.

## Kellner-okulár

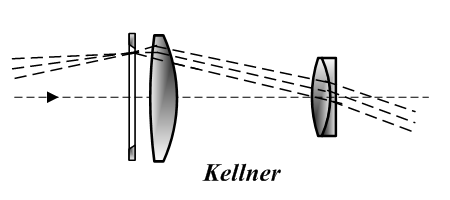
Kellner- vagy akromatikus okulár

Carl Kellner (1826–1855) német mechanikus és autodidakta matematikus tervezte az első akromatikus okulárt. Szemlencséje kéttagú lencse (akromát), nagymértékben kiküszöböli a színhibákat. A látszólagos látómező mérete 40-50°. Hátránya, hogy a látott kép szellemképes, ez a reflexiót gátló bevonatokkal csökkenthető.
A Kellner-okulár másik neve Ramsden-akromát.
Kulin György egy olyan akromatikus okulárt ismertet, amelyben a szem- és mezőlencse egyaránt kéttagú (sík-homorú és kétszer domború), a látómező körülbelül 40°, bolygók és kettőscsillagok megfigyelésére nagyon alkalmas.

## RKE okulár

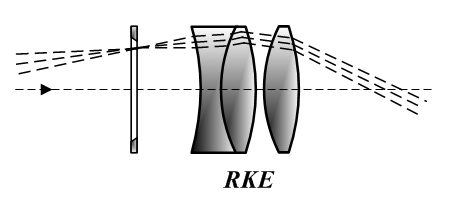
RKE okulár

A RKE-t David Rank tervezte az Edmund Scientific Corporation részére, amely az 1960-as évek második felétől az 1970-es évek elejéig árulta azt.
A rövidítés jelentése nem egyértelmű: 1./ Rank Kellner Eyepiece, 2. Reserved Kellner Edmund vagy 3./ Reserved Kellner Eyepiece.
Az RKE fordított Kellner-okulár: kéttagú mezőlencséje és egytagú szemlencséje van. Optikai jellemzői jobbak, mint a Kellner-okuláré. A látómezeje 45° körüli.

## Orthoszkopikus okulár

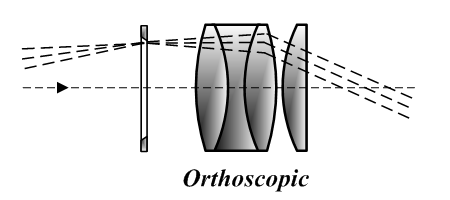
Orthoszkopikus okulár

Ernst Karl Abbe (1840–1905) német fizikus fejlesztette ki 1880-ban, Abbe-okulárnak is nevezik. A mezőlencse három- (egy kétszer homorú lencse két oldalához egy-egy kétszerdomború lencse van ragasztva), a szemlencse egytagú, síkdomború. Majdnem tökéletes rendszer, sem szférikus-, sem kromatikus aberráció gyakorlatilag nincs, a szellemkép is csekély. Az okulár képe bármilyen nagyításnál éles és kontrasztos. A látómező mérete 40-50°.

## Erfle-okulár

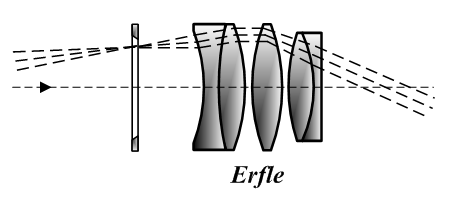
Erfle-okulár grafikus ábrázolása

Katonai célokra kifejlesztett okulár; látómezeje mintegy 60-75°. Elsősorban mély-ég megfigyelésekre alkalmas. Öt vagy hat lencsetagot tartalmaz. Egyik változatában két akromát van, köztük egy kétszer domború egytagú lencsével, a másikban három akromát. Az Erfle-okulárok kis nagyításokra alkalmazhatóak.

## Plössl-okulár

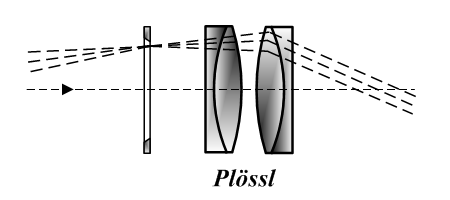
Plössl-okulár

Georg Simon Plössl (1794–1868) osztrák optikus 1860-ban fejlesztette ki; nagyon kedvelt. A mezőlencse és a szemlencse egyaránt kéttagú akromát, a képalkotása az orthoszkopikus okuláréval vetekszik. Bármilyen nagyításra alkalmazható. Jellemzők: minimális optikai hibák, jó látómezőméret és szemtávolság.

## Nagler-okulár

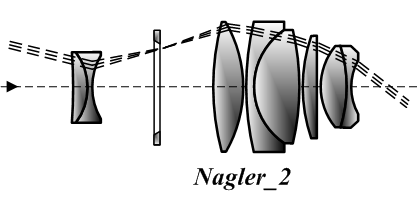
2. típusú Nagler-okulár [http://www.freepatentsonline.com/4525035.pdf

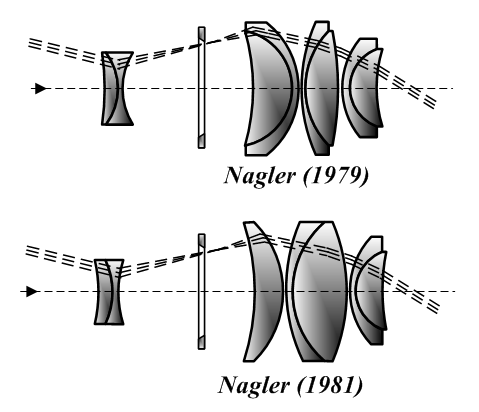
Nagler okulárok [http://www.freepatentsonline.com/4286844.pdf

Albert Nagler fejlesztette ki a korábban kidolgozott nagylátószögű okulárok figyelembe vételével, és 1979-ben szabadalmaztatta. A csillagászati távcsövekhez tökéletes: ultraszéles, 82°-os látómezeje van, aberrációmentes és kíméli a szemet. Ezt a tervező a negatív és pozitív lencsecsoportok kombinációjával érte el.
A legjobb Nagler-változat egy Barlow-lencsés okulár, a fókusztávolsága hosszú, a szem nem fárad el. Fő hátránya a 0,5 kg-os súlya. Az amatőrcsillagászok papírsúlyúnak vagy kézigránátnak nevezik. A másik hátránya drágasága: annyiba kerül, mint egy kisebb távcső. Ezeket az okulárokat sok amatőr már luxusnak tekinti.

## High-tech okulárok
Nagyon jó minőségű, drága üvegből készülnek, többszörös refexió-csökkentő bevonattal. 7-8 lencséből állnak, optikai hibáik minimálisak, a látómezőjük akár 82° is lehet.

## Binokuláris benéző toldat (okulár tartozék – kiegészítő)

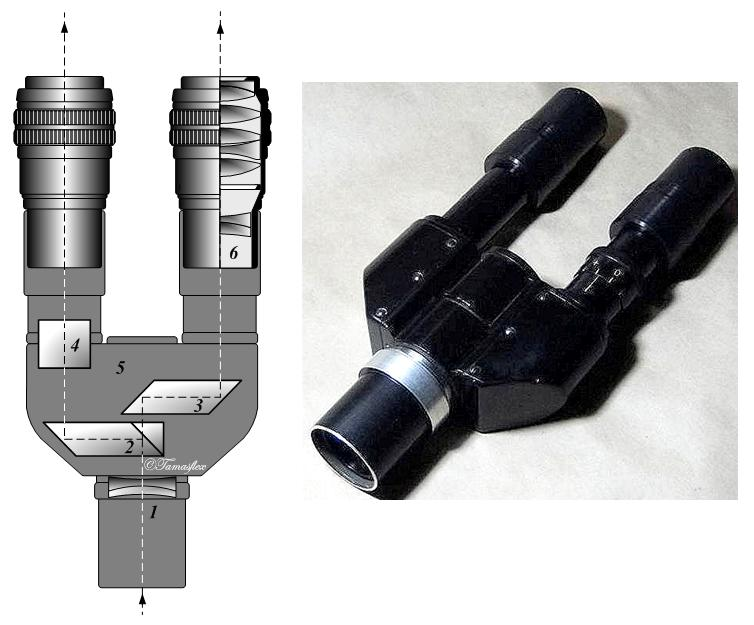
Binokuláris benéző toldat
1 – Barlow lencse 2 – Osztóprizma
3 – Eltérítő prizma 4 – Kiegyenlítő lemez
5 – Binokuláris benéző 6 – Okulár

A korszerű optikai műszereket a kényelmesebb betekintés érdekében binokuláris benéző toldattal látják el.
Ez sokkal kényelmesebb és kevésbé fárasztó megfigyelést tesz lehetővé, mint az egyszemes (monokuláris) megfigyelés.

## Fordítás
- Ez a szócikk részben vagy egészben  az   Eyepiece című angol Wikipédia-szócikk fordításán alapul.  Az eredeti cikk szerkesztőit annak laptörténete sorolja fel. Ez a jelzés csupán a megfogalmazás eredetét és a szerzői jogokat jelzi, nem szolgál a cikkben szereplő információk forrásmegjelöléseként.